# Samsung Galaxy S6
A Samsung Galaxy S6, Samsung Galaxy S6 Edge, és a Samsung Galaxy S6 Edge+ a Samsung androidos okostelefonjai, melyeket 2015. április 10-én mutattak be. A közösen bemutatott S6, S6 Edge+, és S6 Edge a Galaxy S5 utódja. A három készüléknek 16 megapixeles a hátoldali kamerája van és 5 megapixeles előlapi kamerája és 5,1 hüvelykes mertű az S6 és S6 Edge miközben 5,7 hüvelykes mertű az S6 Edge+, Quad HD Super AMOLED 2560 x 1440 pixel felbontású kijelzővel rendelkeznek.

## Fordítás
- Ez a szócikk részben vagy egészben  a   Samsung Galaxy S6 című angol Wikipédia-szócikk fordításán alapul.  Az eredeti cikk szerkesztőit annak laptörténete sorolja fel. Ez a jelzés csupán a megfogalmazás eredetét és a szerzői jogokat jelzi, nem szolgál a cikkben szereplő információk forrásmegjelöléseként.